# Universitas Katolik Parahyangan
Universitas Katolik Parahyangan – indonezyjska uczelnia prywatna w Bandungu (prowincja Jawa Zachodnia). Została założona w 1955 roku.